# Simona Forti
Simona Forti (Modena, 11 settembre 1958) è una storica della filosofia italiana, i cui interessi principali riguardano la filosofia politica e l’etica contemporanee.

## Biografia
Nasce a Modena nel 1958. Si laurea in Filosofia all'Università di Bologna nel 1983. Nel 1989 consegue il titolo di dottore di ricerca in Teoria politica presso l'Università di Torino, frequentando parallelamente anche i corsi di dottorato in Filosofia politica presso The New School a New York. Ricercatrice dal 1996, nel 2004 diventa professore ordinario di Storia della filosofia politica presso l'Università del Piemonte Orientale. Dal 2020, è Professore Ordinario presso la Scuola Normale Superiore di Pisa, dove detiene la cattedra di Filosofia Politica.

## Interessi di ricerca e attività scientifica
Simona Forti è nota in Italia e all'estero soprattutto per i suoi studi sul pensiero filosofico e politico di Hannah Arendt, di cui ha curato numerose edizioni per gli editori Feltrinelli ed Einaudi. La sua monografia su Hannah Arendt ha vinto il premio Angelini come miglior opera prima.
Senza mai smettere di occuparsi del pensiero arendtiano e della sua eredità, Simona Forti ha progressivamente allargato i suoi interessi di ricerca al tema del totalitarismo, tracciando una genealogia del concetto in cui ha ricostruito le interpretazioni della riflessione filosofica sulle esperienze politiche totalitarie del XX secolo. Recentemente ha preso parte al dibattito sulla biopolitica iniziato dagli studi di Michel Foucault, concentrandosi sulla biopolitica dei corpi nelle società democratiche contemporanee oltre che sulla biopolitica nazista delle anime.
Prendendo le distanze da quella interpretazione demoniaca e manichea del male che emerge chiaramente nei Fratelli Karamazov e in altre opere di Dostoevskij, nella sua ultima monografia ha portato a termine un impegnativo progetto filosofico, volto a ri-significare l'endiadi male-potere.
Simona Forti collabora con numerose riviste nazionali e internazionali. Dal 2004 al 2007 ha rappresentato l'Italia nell'“International Committee of the European Science Foundation Network Activity” per il progetto "The Politics and History of European Democratisation". Dal 2003 al 2011 è stata membro eletto della giuria per il “Der Hannah-Arendt-Preis für politisches Denken” della fondazione Heinrich Böll di Brema e Berlino.
Oltre ad aver tenuto diverse lezioni in molte università europee ed americane, tra il 2016 e il 2017, e premia nell'intero anno accademico 2011-2012, Simona Forti è stata visiting professor presso il Dipartimento di Filosofia della New School di New York. Questo è uno dei centri più sensibili nei confronti della Continental Philosophy insieme al Department of Philosophy ed al Department of Italian and French della Northwestern University (Evanston, IL), dove Simona Forti è stata “Fulbright Distinguished Chair” durante il secondo semestre dell'anno accademico 2013-2014. 
Simona Forti è presidente di http://bios.polis.unipmn.it/index.php?what=presentazione,chi, un centro di ricerca internazionale e interdisciplinare sulla bioetica e la biopolitica, partecipa al comitato scientifico della Fondazione Fossoli, ed è membro del comitato scientifico e organizzativo della manifestazione culturale Biennale Democrazia.

### Paradigma dei demoni mediocri
Nel 2013 ha descritto il Paradigma dei demoni mediocri, per descrivere la partecipazione al male dell'uomo comune, che aspira alla normalità senza complicazioni perseguita tramite il lasciar fare, l'astensione, il silenzio.

## Opere
- The New Demons. Rethinking evil and power today, Stanford University Press, Stanford 2015, recensito da Adriana Cavarero in Political Theory, XLV, 2017, n. 3, pp. 430–444: https://urlsand.esvalabs.com/?u=http%3A%2F%2Fjournals.sagepub.com%2Fdoi%2Ffull%2F10.1177%2F0090591716640470&e=5f74b327&h=2857395f&f=n;
- Totalitarianism. Historical Regime or Bio-Power Intimate Vocation? , Public Seminar presso The New School for Social Research: http://www.publicseminar.org/2017/02/totalitarianism/#.WS6YFBMT6u5;
- Philosphy and Nazism, conferenza alla London School of Economics: https://urlsand.esvalabs.com/?u=http%3A%2F%2Fwww.lse.ac.uk%2Fwebsite-archive%2FnewsAndMedia%2FvideoAndAudio%2Fchannels%2FpublicLecturesAndEvents%2Fplayer.aspx%3Fid%3D3793&e=5f74b327&h=95604fda&f=n;
- The Soul as Site of Dissidence, in F. Tava and D. Meacham (eds), Thinking After Europe. Jan Patocka and Politics, Washington, Rowman & Littlefield,  2016
- Totalitarismo, Filosofia y Biopolitica, Estudios Publicos, 2016, n. 142, pp. 129–150;
- H. Arendt, Karl Marx e la tradizione del pensiero politico occidentale, a cura di S. Forti, con un saggio di A. Cavarero, Milano, Cortina, 2016
- S. Forti, Hannah Arendt lettrice di Karl Marx, in H. Arendt, Karl Marx e la tradizione del pensiero politico occidentale, a cura di S. Forti, con un saggio di A. Cavarero, Milano, Cortina, 2016, pp. 7–34;
- Corpi (bio)-politicamente corretti, in L, Bazzicalupo e s. Vaccaro, Vita, politica, contingenza, Macerata, Quodlibet, 2016;
- Vecchi e nuovi romantici, Iride", XXVIII, 2015, n.1
- H. Arendt, Socrate, a cura di I. Possenti, con saggi critici di S. Forti e A. cavarero, Milano, Cortina, 2015;
- Letture socratiche: Arendt, Foucault, Patocka, in H. Arendt, Socrate, a cura di I. Possenti, Milano, Cortina, 2015;
- Parrhesia between East and West: Foucault and Dissidence, in V. Lemm, M. Vatter (ed.), The Government of Life. Foucault, Biopolitics and Neoliberalism, Fordham University Press, New York 2014;
- I Nuovi demoni. Pensare oggi male e potere, Feltrinelli, Milano 2012; trad. spagnola Los Nuevos Demonios. Repensar hoy el mal y el poder, Edhasa, Buenos Aires 2014;
- Corpi democratici, politicamente corretti, in G. Zagrebelsky (ed.), Le ragioni dei molti e il potere dei pochi, Einaudi, Torino 2011;;
- La vita e le sue qualità ai tempi del biopotere, Filosofia politica, XXIII, n. 3, 2009;
- Spectres of Totality, in K. Palonen, T. Pulkkinen, J.M. Rosales (eds.), The Ashgate Research Companion to the Politics of Democratization in Europe, Ashgate Publishing Company, Farnham 2008;
- El Totalitarismo: Trayectoria de una idea limite, Herder Editorial, Barcelona 2008;
- Il Grande corpo della totalità.Immagini e concetti per pensare il totalitarismo, in M. Recalcati (a cura di), Forme contemporanee del totalitarismo, Torino, Bollati Boringhieri, 2007;
- Paranoia e politica, (con Marco Revelli), Bollati Boringhieri, Torino 2007;
- The Biopolitics of Souls. Racism, Nazism and Plato, Political Theory, XXXIV, n.1, 2006;
- Rinforzare la specie. Il corpo femminile tra biopolitica e religione materna (con Olivia Guaraldo), Filosofia politica, XX, 2006, n. 1;
- Hegel, Marx and Arendt, in Hannah Arendt: Critical Assessments of Leading Political Philosophers, ed. by G. Williams, Routledge, London 2006;
- Hannah Arendt's Legacy at 100 Years of Her Birth, Revista de Ciencia Politica, XXVI, n. 2, 2006;
- Hannah Arendt tra filosofia e politica, Mondadori, Milano 2006;
- Edizione di H. Arendt, "Alcune questioni di filosofia morale", Einaudi, Torino 2006;
- La filosofia di fronte all'estremo, Einaudi, Torino 2004;
- Edizione di e Introduzione a Archivio Arendt II 1950-1954, Feltrinelli, Milano 2003, 2005;
- Edizione di Archivio Arendt 1, 1930-1948; Feltrinelli, Milano 2001;
- Il totalitarismo, Laterza, Roma-Bari, 2001, 2003, 2005;
- Vida del espìritu y tiempo de la polis. Hannah Arendt entre filosofìa y politica, Ediciones Càtedra, Madrid 2001
- Metafisica e microfisica del male: dai demoni assoluti ai demoni mediocri, 2013, Psicoterapia e Scienze Umane, 47, 225-238